# Cubulco
Cubulco é um dos oito municípios do departamento de Baja Verapaz da República da Guatemala, localizado a 49 quilômetros da capital departamental e a 200 quilômetros da Cidade da Guatemala, capital do país.
O município fica entre o centro e o norte da Guatemala. A população é de 46,909 habitantes de acordo com o último Censo de 2002, dos quais a maioria é formada por indígenas e uma minoria mestiça. O povo indígena pertence aos K’iche’ de origem maia e que fala a língua Achi e o castelhano. A cidade possui numerosos sítios arqueológicos, tais como: Belejeb' Tzaq, Chilu, El Tablón, Los Cimientos, Moxpán, Nim Poqom, Plan de Tierra Negra e Pueblo Viejo.

## Descrição
Cercado por montanhas, Cubulco é uma cidade privilegiada pela natureza.

## Economia
Sua economia baseia-se em artesanatos e no cultivo de legumes, milho, feijão, cana de açúcar, arroz e sorgo.

## Grupos étnicos
68% da população é indígena, e pertence aos grupos K'iche' e Achi.